# صلیب سرخ کره

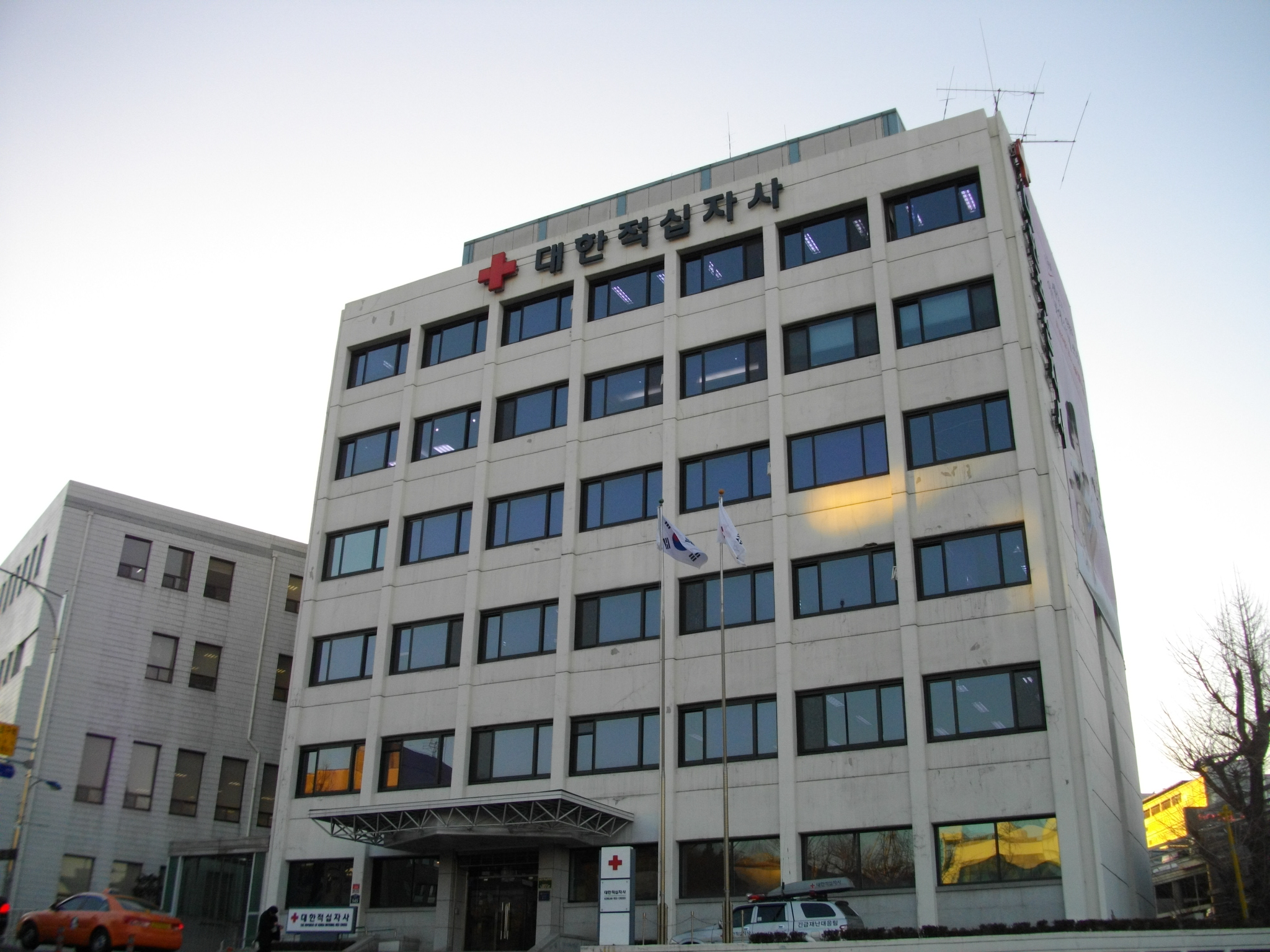
سازمان صلیب سرخ کره در سئول

صلیب سرخ کره (انگلیسی: Korean Red Cross) با نام کامل صلیب سرخ ملی جمهوری کره (کره‌ای: 대한적십자사) یک سازمان بشردوستانه است که کمک‌های اضطراری، آموزش و امداد رسانی در بلایای طبیعی در داخل کره جنوبی را ارائه می‌دهد. این سازمان وابسته به نهضت بین‌المللی صلیب سرخ و هلال احمر است.